# Fleetwood Edwards
Fleetwood Edwards (né le 21 avril 1842, mort le 14 août 1910) est un militaire britannique. Il a été le Gardien de la bourse privée de la reine Victoria de 1895 à 1901 et a reçu plusieurs décorations militaires.